# Головко, Анатолий Фёдорович
Головко Анатолий Федорович (род. 17 августа 1938, с. Тарнаруда, Волочисский район, Хмельницкая область Украины) — украинский партийный деятель, член СПУ. Народный депутат Украины.
Анатолий Головко родился в семье крестьянина. Жена Людмила Васильевна (1950) — медсестра.
Образование. Украинская сельскохозяйственная академия (1965), бухгалтер-экономист.
Народный депутат Украины 2-го созыва. с 04.1994 (2-й тур) до 04.1998, Белогорский избирательный округ № 410, Хмельницкая область, выдвинут трудовым коллективом. Член Комитета по вопросам АПК, земельных ресурсов и социального развития села. Член фракции СПУ и СелПУ.
- 1956 — рабочий Тарнарудской ГЭС.
- 1957-60 — служба в армии.
- 1960-65 — счетовод, 1965—1968 — главный экономист колхоза имени Жданова, село Тарнаруда.
- С 1968 — председатель колхоза имени Щорса, село Репная Волочисского района.
- С 1976 — председатель, колхоз «Дружба», село Кривачинцы Волочисского района.
- С 1986 — главный экономист, колхоз имени Петровского Красиловского района Хмельницкой области.
- Впоследствии заместитель председателя Красиловского агропромышленного объединения — начальник отдела экономического и социального развития.
- С 1993 — первый заместитель начальника управления сельского хозяйства Красиловской райгосадминистрации.

Награждён орденами Ленина, Трудового Красного Знамени, «Знак Почета».